# Emrecan Terzi
Serkan Emrecan Terzi (* 5. Januar 2004 im Bağcılar) ist ein türkischer Fußballspieler.

## Karriere

### Verein
Terzi begann seine Laufbahn bei Altınova Belediyespor. Im Alter von 13 Jahren wechselte er in die Jugendverein von Beşiktaş Istanbul. Am 18. März 2022 unterzeichnete Terzi seinen ersten Profivertrag mit Beşiktaş.
Januar 2023 wurde er an Karacabey Belediyespor ausgeliehen. Sein Debüt für die erste Mannschaft von Beşiktaş gab er am 14. Dezember 2023 in einem UEFA Europa Conference League-Spiel gegen 
FC Lugano, bei dem er das zweite Tor zum 2:0-Sieg erzielte.

### Nationalmannschaft
Terzi hat die Türkei auf U18- und U21-Ebene vertreten. Im Jahr 2021 absolvierte er vier Spiele für die U18-Nationalmannschaft und seit 2024 ist er Teil der U21-Auswahl mit ebenfalls vier Einsätzen.